# Паджелло, Пьетро
Пье́тро Падже́лло (итал. Pietro Pagello; 15 июня 1807, Кастельфранко-Венето — 24 февраля 1898, Беллуно) — итальянский врач и литератор.
Окончил медицинский факультет университета в Павии. С 1828 года работал медиком в Венеции, в 1831 году опубликовал первую работу «О влиянии чувств на цвет лица» (итал. Dell' influenza delle passioni sul colorito della faccia, переиздана в 1838 году). В 1833 году лечил заболевшего Альфреда де Мюссе во время путешествия последнего с Жорж Санд в Италию. В ходе лечения Паджелло и писательница стали любовниками и уехали в Париж врозь с выздоровевшим Мюссе, однако в Париже эта любовная история быстро завершилась, и Паджелло осенью в 1834 году один вернулся в Италию. Эта история нашла отражение в фильме французского режиссёра Дианы Кюри «Дети века» (1999), в котором роль Паджелло сыграл Стефано Дионизи. Любовные письма Жорж Санд, адресованные Паджелло, опубликованы.
Паджелло практиковал как врач в городе Беллуно, стал главным хирургом города. В апреле 1848 года он примкнул к Даниэле Манину, провозгласившему Венецию независимой Республикой Сан-Марко, и занял пост главного хирурга венецианской Национальной гвардии.
В дальнейшем Паджелло продолжил медицинскую карьеру, занимаясь также различными естественнонаучными изысканиями (так, в 1875 году он возглавил комиссию провинции Беллуно по рыбоводству). Он был дважды женат и имел пятерых детей. В конце жизни опубликовал три книги стихов, которые Огюстен Кабанес в своём подробном очерке о любовном треугольнике Санд—Мюссе—Паджелло под названием «Любовная история трёх знаменитостей» назвал «достойными восхищения»; одно из стихотворений Паджелло было положено на музыку Рейнальдо Аном.